# Ковельський район (1940—2020)
Ко́вельський райо́н — колишній район у Волинській області. Районний центр: місто Ковель. Ковельський район утворено у 1940 році.
Населення району — 40 549 осіб, площа 1,723 км². До складу району входить 2 селища та 91 село.

## Географія
Ковельський район повністю розташований в зоні мішаних лісів. З деревних порід розповсюдженні сосна, береза, вільха. Поверхня рівнинна, відноситься до Поліської низовини, яка є частиною Східноєвропейської рівнини. Ґрунти переважно дерново-підзолисті, торф'яники, луки та болотисті. 
З-поміж корисних копалин є поклади торфу, сапропелю, піску, глини, крейди, вапняку. 
Район відноситься до басейну двох правих приток Прип'яті: Турії та Стоходу. Турія протікає в західній частині району, Стохід — у східній. Також районом протікають річки Воронка та Рудка, що впадають в Турію. 
В районі багато озер, зокрема Доротищенське, Кричевичське, Любитівське, Любче, Нечимне, Охотин, Повурське, Уховецьке та інші.

## Економіка
Станом на середину 2009 року в районі мешкало 11 555 пенсіонерів. Офіційно зайнятих у всіх сферах економічної діяльності — 6 224 осіб, з них 3 446 працюють у невиробничій сфері, 1 825 в сільському господарстві, 862 в промисловості та 91 на будівництві. Середня зарплата за 1-е півріччя 2009 року становила 994 ₴. 

### Сільське господарство
На території району станом на 2009 року діяло 32 сільськогосподарських підприємств, 113 фермерських господарств та 12 661 індивідуальних господарств. Сукупна площа сільгоспугідь становить 94,9 тис. га. 
У структурі сільськогосподарського виробництва 52 % становить тваринництво, переважно м'ясо-молочне. На рослинництво припадає 48 %, головно вирощування зернових та кормових культур. 

### Промисловість та будівництво
Станом на 1 липня 2009 року в районі було 8 зареєстрованих промислових та 2 будівельних підприємств. Малих підприємств — 24 та півтори тисячі підприємців-фізичних осіб. Мале підприємництво становить 8,1 % від ВВП району. 

## Природно-заповідний фонд

### Ландшафтні заказники
Волошки, Калинівські кринички, Літинський, Нечимне (загальнодержавного значення), Прирічний, Радовичівський, Скулинський, Стохід.

### Лісові заказники
Задибський, Лісова Дача, Любче.

### Загальнозоологічні заказники
Дубова, Урочище Стахор.

### Орнітологічні заказники
Кулики, Радошин.

### Гідрологічні заказники
Гулівський, Озеро Поворське, Соминський.

### Ботанічні пам'ятки природи
Вільшаник-1, Вільшаник-2, Волога судіброва, Гора конвалій, Дуби велетні звичайні, Лісова хаща, Соснина-1, Соснина-2, Соснова Дача, Сосновий бір, Соснянка, Хвойна.

## Транспорт
Завдяки тому, що районний центр Ковель є траспортним вузлом, територією району проходить низка важливих транспортних коридорів, серед них європейські автошляхи E85 та E373, також Р15, Т 0311.
Великим транспортним вузлом є станція Ковель, з якої розходяться шляхи у шести напрямках: у бік польського кордону Ягодин, білоруського кордону Заболоття, лінія схід-захід Здолбунів, Сапіжанка, північний дублюючий східний коридор на Сарни, лінія регіонального значення до Каменя-Каширського.
Залізничні станції: Вербка, Голоби, Любитів, Мощена, Повурськ та Радошин.
Та 25 зупинних пунктів: 352 км, 442 км, Білин-Волинський, Вівчицьк, Гредьки, Грив'ятки, Гущин, Депо, Доротище, Дубова, Заячівка, Колодяжне, Кошари, Круги, Лапні, Луківка, Люблинець-Волинський, Магари, Несухоїже, Погіньки, Стебле, Стохід, Уховецьк, Фасти та Черкаси-Волинські.

## Адміністративний поділ
Районним центром є місто Ковель, яке проте має статус міста обласного підпорядкування та не входить до складу району. Район складається з 2 селищних рад і 28 сільрад. До району входить 2 селища міського типу: Люблинець та Голоби і 91 село. 

## Історія
У Ковельському районі цивільні органи управління ОУН діяли у 80 % населених пунктів.
4 липня 2020 року межі ковельського району були розширені. До складу Ковельського району увійшли: Шацький, Любомильський, Турійський, Старовижівський, Ратнівський райони.

## Демографія
Населення Ковельського району скорочується. Депопуляція відбувається за рахунок значного скорочення сільського населення, міське населення зростає. Проте частка міського населення незначна, а тому слабо впливає на загальну динаміку населення.  Станом на 1-й квартал 2012 року населення становить 40 540.  Станом на 01 березня 2012 року народжуваність становить — 14,6 ‰, смертність — 16,1 ‰, депопуляція — 1,5 ‰.  На 1 липня 2009 року демографічні показники були гіршими: народжуваність була — 15,3 ‰, смертність — 18,7 ‰, депопуляція — 3,4 ‰. 
Рівень урбанізації формально дуже незначний — 21,1 %, загалом по області — 51,8 %. Районний центр — місто Ковель з населенням 68 703 має статус міста обласного підпорядкування та не відноситься до району. Лише два селища міського типу входять до його складу: Голоби (4 131) та Люблинець (4 477). Сільське населення становить 78,9 %.  Середня щільність населення — 23,5 осіб/км². 
|                    |                    |                  |
| Загальне населення | Сільське населення | Міське населення |

## Персоналії
У мальовничому краї Ковельщини працювали і писали свої твори видатні поетеси Леся Українка та її матір Олена Пчілка. В родині Косачів у селі Колодяжному гостював Іван Франко.
Великий Кобзар Тарас Шевченко змалював у селі Вербка церкву.
У селищі Голоби у 20-30-х роках XX століття мешкала поетеса, політична діячка Галина Мневська (Галина Орлівна). Проживав письменник-гуморист Михайло Хижко (уродженець села Глинськ на Сумщині).
У селі Уховецьк народився і певний час проживав відомий український художник Андронік Лазарчук.
У Ковельській в'язниці в 20-х рр. ХХ ст. томилася поетеса Ганна Жежко, авторка збірки «Троянди за ґратами». В наш час[коли?] працюють і проживають відомі поети і письменники Ніна Горик, Степан Скоклюк, Степан Байдюк.
В селі Любитів народився і тривалий час мешкав у Ковелі Самійло Підгірський (1888—1945), громадський діяч, депутат Української Центральної Ради та Польського Сейму.
У селі Велицьк народився Ісаєвич Дмитро Григорович — член Української Центральної Ради.
Абрамович Дмитро Іванович (1873—1955) — український історик літератури й мови. Член-кореспондент АН СССР, науковий співробітник ВУАН. Уродженець села Гулівка.

## Політика
25 травня 2014 року відбулися Президентські вибори України. У межах Ковельського району були створені 92 виборчі дільниці. Явка на виборах складала — 78,09 % (проголосували 24 573 із 31 466 виборців). Найбільшу кількість голосів отримав Петро Порошенко — 48,98 % (12 035 виборців); Юлія Тимошенко — 20,39 % (5 010 виборців), Олег Ляшко — 15,37 % (3 776 виборців), Анатолій Гриценко — 6,73 % (1 654 виборців). Решта кандидатів набрали меншу кількість голосів. Кількість недійсних або зіпсованих бюлетенів — 0,69 %.

## Музеї, пам'ятники та пам'ятки
На території району є музей-садиба Лесі Українки в селі Колодяжне, фонд якого становить 4127 експонатів, музей «Лісової пісні» в урочищі Нечимне та історико-краєзнавчий музей в селі Уховецьк. За 8 км на захід від села Скулин розташований Ландшафтний заказник «Нечимне».
Під охороною держави перебувають 85 пам'яток історії та культури, з них: археології — 4, історії — 75, мистецтва — 6.
- Перелік пам'яток історії Ковельського району
- Перелік пам'яток археології Ковельського району
- Перелік пам'яток монументального мистецтва Ковельського району
- Пам'ятки архітектури Ковельського району